# ال کاراما رنچ
ال کاراما رنچ روستایی در استان ریفت والی، کنیا می‌باشد.